# Caveman Ninja
Caveman Ninja (também conhecido como Joe & Mac, nos EUA, e Joe & Mac: Tatakae Genshijin (ジョーとマック 戦え原始人, Jō to Makku Tatakae Genshijin), no Japão) é um jogo arcade, estilo plataforma desenvolvido pela Data East em 1991. O jogador assume o papel de ambos personagens Joe e Mac, homens da caverna que devem batalhar em 12 níveis que se passam durante a pré-história, utilizando armas de pedra. O objetivo principal do jogo é salvar garotas que foram sequestradas por uma gangue de homens da caverna rivais. Joe & Mac: Caveman Ninja foi depois portado para o SNES, Mega drive, NES, Game Boy, Amiga, PC e receberá uma versão para o Zeebo.

## Jogabilidade
O jogo é estrelado por Joe, um homem das cavernas de cabelos verdes, e por Mac, também um homem das cavernas, mas que possui cabelos azuis, que batalham por numerosas fases pré-históricas usando armas, tais como bumerangues, ossos, fogo, pedra e eletricidade. O objetivo do jogo é simplesmente resgatar um grupo de meninas que foram sequestrados por uma tribo rival de homens das cavernas. A jogabilidade assemelhante aos jogos da série Contra. O jogo pode ser jogado de modo single player ou multi player (até 2 jogadores). No modo para dois jogadores, ambos os personagens poderiam ferir uns aos outros. O jogo também foi notável por seus gráficos de desenho animado, humor e efeitos sonoros.
A versão arcade original teve o mérito de permitir que o jogador escolha entre diferentes vias, ao final de uma batalha de chefe. Além disso, após derrotar o chefe final, os jogadores podem escolher entre três saídas, cada uma levando a uma sequência ligeiramente diferente final.

## Sequencias
Há duas sequencias deste jogo, uma delas para o SNES, chamada Joe & Mac 2: Lost in the Tropics, e uma versão arcade intitulada Joe & Mac Returns.
O game Congo's Caper foi baseado neste jogo (embora isto só seja referido na versão japonesa)
A empresa "Golgoth Studios" está trabalhando atualmente em um remake HD deste game, para XBLA, PSN e PC.